# Quincy-Basse
Quincy-Basse é uma comuna francesa na região administrativa de Altos da França, no departamento de Aisne. Estende-se por uma área de 3,87 km². Em 2010 a comuna tinha 60 habitantes (densidade: 15,5 hab./km²).